# Shō Gen
Shō Gen (尚 元, 1528–1572) est souverain du royaume de Ryūkyū de 1556 à 1572.

## Biographie
Il est appelé « Gen le muet ». Le roi requiert un soutien considérable du sanshikan (« conseil des trois »), le conseil général des conseillers royaux. Son règne marque le début de la manifestation par le Conseil d'une plus grande l'efficacité que par le passé.
Shō Gen reçoit l'investiture officielle de la cour des Ming en 1562, et reçoit des émissaires du clan Shimazu du domaine de Satsuma en 1570 et 1572. Les Shimazu souhaitent établir un certain contrôle sur les îles Ryūkyū et en faire soit un tributaire, soit un État vassal. Le royaume résiste aux avances des Shimazu, et une petite mission punitive lancée par ces derniers occasionne une escarmouche sur l'île d'Amami-Ōshima en 1571.
Deuxième fils du roi Shō Sei, à qui il succède, c'est son deuxième fils, Shō Ei, qui, à son tour, lui succède.

## Source de la traduction
- (en) Cet article est partiellement ou en totalité issu de l’article de Wikipédia en anglais intitulé « Shō Gen » (voir la liste des auteurs).